# Kaos Futsal 2014-2015
Questa pagina raccoglie i dati riguardanti il Kaos Futsal, squadra di calcio a 5 militante in serie A, nelle competizioni ufficiali della stagione 2014-2015. La stagione corrente è testimone del definitivo trasferimento della società che dopo 31 anni abbandona il capoluogo felsineo per stabilirsi a Ferrara. La società già nelle precedenti stagioni aveva designato il PalaMIT2B di Ferrara come sede degli incontri interni, al posto dello storico PalaSavena. Sul fronte dei trasferimenti si registrano le cessioni di Jeffe e Alcides de Souza Pereira a fronte degli arrivi del campione d'Europa Vampeta, dell'esperto Edgar Bertoni e del capitano della nazionale albanese Roald Halimi. La squadra di Capurso, confermato per la terza stagione consecutiva alla guida tecnica della squadra, è stata indicata da numerosi addetti ai lavori, quale possibile rivelazione alle spalle delle corazzate Acqua e Sapone, Asti, Luparense e Pescara.

## Trasferimenti

### Sessione estiva
| Evandro Barros     | Napoli       |
| Edgar Bertoni      | Luparense    |
| Federico Bianchini | Bologna 2003 |
| Lucas Britto       | Sananduva    |
| Giuliano Catelani  | El Talar     |
| Loris Di Guida     | Marca        |
| Roald Halimi       | New Team FVG |
| Vampeta            | Asti         |

| Marco Boaventura    | Cogianco   |
| You Nouss Guennouna | Real Rieti |
| Jeffe               | Real Rieti |
| Kapa                | Arzignano  |
| Aldo Lucchese       | Prato      |
| Alcides Pereira     | Fabrizio   |

### Sessione invernale
| Pedro Espindola | Floripa |

| Rafinha | Nursia |
| Vampeta | Kazma  |

## Organico

### Prima squadra
| N° | Naz.               | Ruolo      | Sportivo                | Anno     |  |  |
| -- | ------------------ | ---------- | ----------------------- | -------- |  |  |
| 2  | Brasile (bandiera) | POR        | Laion De Freitas        | 28.05.89 |  |  |
| 3  | Italia (bandiera)  | LAT        | Giuseppe Failla         | 27.09.92 |  |  |
| 5  | Brasile (bandiera) | UNI        | André Ferreira          | 12.10.88 |  |  |
| 6  | Italia (bandiera)  | LAT        | Michael Mula            | 18.07.90 |  |  |
| 7  | Brasile (bandiera) | LAT        | Jeferson Fernando Titon | 16.02.91 |  |  |
| 6  | /                  | LAT        | Tuli                    | 27.11.92 |  |  |
| 8  | Brasile (bandiera) | LAT        | Pedro Espindola         | 12.07.93 |  |  |
| 8  | /                  | LAT        | Vampeta                 | 18.07.84 |  |  |
| 10 | /                  | LAT        | Wellington Coco         | 20.01.88 |  |  |
| 11 | Albania (bandiera) | LAT        | Roald Halimi            | 01.07.88 |  |  |
| 13 | Brasile (bandiera) | LAT        | Giovani Pedotti         | 06.09.82 |  |  |
| 14 | /                  | PIV        | Kaká                    | 27.05.87 |  |  |
| 15 | /                  | UNI        | Edgar Bertoni           | 24.07.81 |  |  |
| 17 | /                  | DIF        | Vinícius                | 19.02.87 |  |  |
|    | Italia (bandiera)  | Allenatore | Leopoldo Capurso        | 05.03.56 |  |  |

### Under 21
| N° | Naz.                 | Ruolo | Sportivo              | Anno     |  |  |
| -- | -------------------- | ----- | --------------------- | -------- |  |  |
| 1  | Brasile (bandiera)   | POR   | Evandro Barros        | 25.03.96 |  |  |
| 4  | Italia (bandiera)    | LAT   | Loris Di Guida        | 10.04.96 |  |  |
| 12 | Brasile (bandiera)   | POR   | João Carlos Timm      | 11.08.95 |  |  |
| 19 | Italia (bandiera)    | PIV   | Francesco Petriglieri | 04.11.93 |  |  |
| 23 | Italia (bandiera)    | LAT   | Federico Signorini    | 28.11.97 |  |  |
| -  | Argentina (bandiera) | PIV   | Giuliano Catelani     | 02.04.93 |  |  |
| -  | Brasile (bandiera)   | LAT   | Rafael Ciavolela      | 17.02.97 |  |  |
| -  | Italia (bandiera)    | LAT   | Cesare Petriglieri    | 07.01.95 |  |  |
| -  | Brasile (bandiera)   | LAT   | Rafinha               | 25.01.93 |  |  |

## Risultati

### Serie A

#### Girone di andata
| Arbitri: | Walter Mameli (Cagliari) Gianmichele Frasconi (Olbia) Nicola Zanna (Ferrara) |
| Crono:   | Gino Simonazzi (Reggio Emilia)                                               |

|                                                              |           |                 |
| Vampeta 21'28'’ Bertoni 21'52'’ Pedotti 29'37'’ Coco 37'34'’ | Marcatori | 21'09'’ Rogério |

| Arbitri: | Antonio Gallo (Torre Annunziata) Fabio Gelonese (Saronno) |
| Crono:   | Massimo Tariciotti (Ciampino)                             |

|                                                                                    |           |                                                 |
| Crema 4'50'’ Zanchetta 15'10'’ (t.l.) Crema 17'28'’ Daví 26'30'’ Zanchetta 36'05'’ | Marcatori | 18’ Bertoni 32'40'’, 33'58'’ André 38'29'’ Coco |

| Arbitri: | Marco Delpiano (Cagliari) Francesco Peroni (Città di Castello) |
| Crono:   | Fabrizio Burattoni (Lugo di Romagna)                           |

|                                                                                        |           |                                                                                     |
| Vinícius 10'44’’ Vampeta 16'29’’ (t.l.) Bertoni 16'57’’ Halimi 26'44’’ Bertoni 30'45’’ | Marcatori | 7'07’’ Giasson 34’ (rig.) Mauricio 36'29’’ Giasson 38'34’’ Mauricio 39'15’’ Giasson |

| Arbitri: | Ferruccio Prisma (Crotone) Giuseppe Parente (Como) |
| Crono:   | Giovanni Colombi (Tivoli)                          |

|                                                                 |           |                          |
| Paulinho 19'31'’, 20'33'’ Corsini 31'33'’, 34'46'’ Saùl 38'24'’ | Marcatori | 33'56'’, 35'31'’ Bertoni |

| Arbitri: | Giovanni Beneduce (Nola) Carmelo Loddo (Reggio Calabria) |
| Crono:   | Riccardo Davì (Bologna)                                  |

| |           |                              |
| Tuli 3'44'’, 11'49'’, 14'20'’ Vinícius 6'54'’, 15'13'’ Halimi 5'44'’, 35'15'’ Bertoni 10'54'’ Coco 13'22'’ | Marcatori | 13'05'’ Massa 39'38'’ Nurchi |

| Arbitri: | Daniele Ferretti (Roma 1) Mario Filippini (Roma 1) |
| Crono:   | Massimiliano Palombi (Avezzano)                    |

|                                                               |           |                                 |
| Borruto 12'12'’ De Oliveira 19'49'’ Cavinato 25'49'’, 38'20'’ | Marcatori | 31'18'’ Pedotti 33'03'’ Bertoni |

| Arbitri: | Damiano Calaprice (Bari) Vincenzo Tafuro (Brindisi) |
| Crono:   | Natale Mazzone (Imola)                              |

|                       |           |                                                                   |
| Romano 31'10'’ (aut.) | Marcatori | 7'12'’ Jonas 26'16'’ De Luca 34'04'’, 36'56'’ Jonas 38'56'’ Ramon |

| Arbitri: | Luca Rutigliano (Bari) Mauro De Coppi (Conegliano) Francesca Muccardo (Roma 1) |
| Crono:   | Giovanni Nero (Latina)                                                         |

|                                                              |           |                                       |
| Maina 8'59'’ Terenzi 24'19'’ Avellino 36'26'’ Bacaro 39'16'’ | Marcatori | 3'32'’ Tuli 6'20'’ Laion 29'43'’ Kaká |

| Arbitri: | Gianmichele Frasconi (Olbia) Daniele Di Resta (Roma 2) |
| Crono:   | Alessandro Maggiore (Bologna)                          |

|                                                                                          |           |                                |
| Kaká 9'19'’ Bertoni 12'40'’ Pedotti 22'57'’ Bertoni 25'24'’ Kaká 30'25'’ Pedotti 35'39'’ | Marcatori | 19'36'’ Vieira 23'11'’ Pereira |

| Arbitri: | Carmelo Loddo (Reggio Calabria) Vincenzo Giannantonio (Campobasso) |
| Crono:   | Antonio Marino (Agropoli)                                          |

|                               |           | |
| Bico 20'41'’ Galletto 36'02'’ | Marcatori | 12'33'’ (aut.) Marcelinho 12'59'’, 24'36'’ Kaká 31'57'’ Tuli 34'01'’ Pedotti 34'27'’ E. Bertoni 35'36'’ Laion |

#### Girone di ritorno
| Arbitri: | Francesco Novellino (Potenza) Mauro Albertini (Ascoli) |
| Crono:   | Pierluigi Tomassetti (Ascoli)                          |

|               |           |                                                            |
| Canal 12'43’’ | Marcatori | 4'01’’ Pedotti 22'55’’ Failla 33'05’’ Kaká 39'53’’ Pedotti |

### Winter Cup
| Arbitri: | Francesco Bertini (Empoli) Marco Messina (Vasto) |
| Crono:   | Fabrizio Burattoni (Lugo di Romagna)             |

|                                                 |           |               |
| Kaká 14'21'’ Coco 33'36'’, 34'18'’ Tuli 35'20'’ | Marcatori | 13'13'’ Botta |

| Arbitri: | Luca Di Stefano (Albano Laziale) Gaspare Maurici (Prato) |
| Crono:   | Francesco Scarpelli (Padova)                             |

|                                 |           |                                                                           |
| Fabiano 13'58'’ Taborda 17'11'’ | Marcatori | 8'42'’ Pedotti 31'50'’ Vinícius 36'42'’ Kaká 38'45'’ Bertoni 39'37'’ Kaká |

| Arbitri: | Francesco Cirillo (Rovereto) Carmelo Loddo (Reggio Calabria) Marco Brasi (Seregno) |
| Crono:   | Simone Ballario (Torino)                                                           |

|                                                                                |           |                                           |
| M. De Luca 0'11'’ Chimanguinho 9'40'’ Wilhelm 25'40'’, 33'40'’ Fortino 39'44'’ | Marcatori | 2'04'’ Tuli 18'10'’ Bertoni 27'31'’ André |

### Coppa Italia
| Arbitri: | Gennaro Luca De Falco (Catanzaro) Ruggiero Chiariello (Barletta) Francesco Nitti (Barletta) |
| Crono:   | Lorenzo Di Guilmi (Vasto)                                                                   |

|                                                                                |           |                                             |
| Rogério 4'13'’ Nicolodi 6'11'’ Rogério 10'38'’ Ercolessi 12'50'’ Canal 23'51'’ | Marcatori | 17'56'’ Tuli 38'59'’ (aut.) PC 39'58'’ Kaká |